# Typhonium pedatisectum
Typhonium pedatisectum är en kallaväxtart som beskrevs av Andrew Thomas Gage. Typhonium pedatisectum ingår i släktet Typhonium och familjen kallaväxter.
Artens utbredningsområde är Burma. Inga underarter finns listade.